# 장마초등학교
장마초등학교는 대한민국 경상남도 창녕군 장마면 강리에 있는 공립 초등학교이다.

## 연혁
- 1927년 12월 5일: 장마공립보통학교 (4년제) 개교
- 1938년 4월 1일: 장마공립심상소학교 개칭
- 1941년 4월 1일: 장마공립국민학교 (6년제) 개칭
- 1980년 4월 1일: 병설유치원 개원
- 1993년 3월 1일: 장가분교 통폐합
- 1995년 3월 1일: 동정초등학교 통폐합
- 1996년 3월 1일: 장마초등학교로 개칭
- 1997년 2월 4일: 본관 2층 3.5칸 증축
- 2004년 2월 26일: 별관 신축
- 2019년 12월 10일 소규모 체육시설 개관(장마관)
- 2021년 3월 1일 제 36대 천병영 교장 부임
- 2023년 2월 10일: 제93회 졸업(총4,380명)